# The Cure (singolo)
The Cure è un singolo della cantante statunitense Lady Gaga, pubblicato il 16 aprile 2017.

## Pubblicazione
Nel marzo 2017 è stata annunciata la partecipazione di Lady Gaga al Coachella Valley Music and Arts Festival in sostituzione della cantante Beyoncé, a causa della gravidanza di quest'ultima. Durante la prima delle due esibizioni al festival, avvenuta il 15 aprile 2017, la cantante ha portato al debutto il singolo:
In seguito all'esibizione, il brano è stato reso disponibile sulle varie piattaforme digitali, per poi essere stato inviato alle stazioni radiofoniche statunitensi a partire dal 25 aprile 2017.

## Tracce
Testi e musiche di Stefani Germanotta, Paul Blair, Lukas Nelson, Mark Nilan e Nick Monson.
1. The Cure – 3:31

## Classifiche

### Classifiche settimanali
| Classifica (2017) | Posizione massima |
| ----------------- | ----------------- |
| Australia         | 10                |
| Austria           | 37                |
| Belgio (Fiandre)  | 30                |
| Belgio (Vallonia) | 39                |
| Canada            | 33                |
| Filippine         | 37                |
| Francia           | 108               |
| Germania          | 57                |
| Irlanda           | 24                |
| Italia            | 36                |
| Libano            | 10                |
| Malaysia          | 20                |
| Paesi Bassi       | 80                |
| Portogallo        | 31                |
| Regno Unito       | 19                |
| Repubblica Ceca   | 20                |
| Slovacchia        | 8                 |
| Spagna            | 57                |
| Stati Uniti       | 39                |
| Svezia            | 51                |
| Svizzera          | 41                |
| Ungheria          | 22                |

### Classifiche di fine anno
| Classifica (2017) | Posizione |
| ----------------- | --------- |
| Australia         | 86        |
| Belgio (Vallonia) | 82        |
| Brasile           | 187       |